# Liste der im Großen Nordischen Krieg belagerten Festungen
Die Liste der im Großen Nordischen Krieg belagerten Festungen enthält alle festen Plätze oder Schanzen, die Mittelpunkt von Kampfhandlungen im Krieg von 1700 bis 1721 geworden sind.

## Überblick

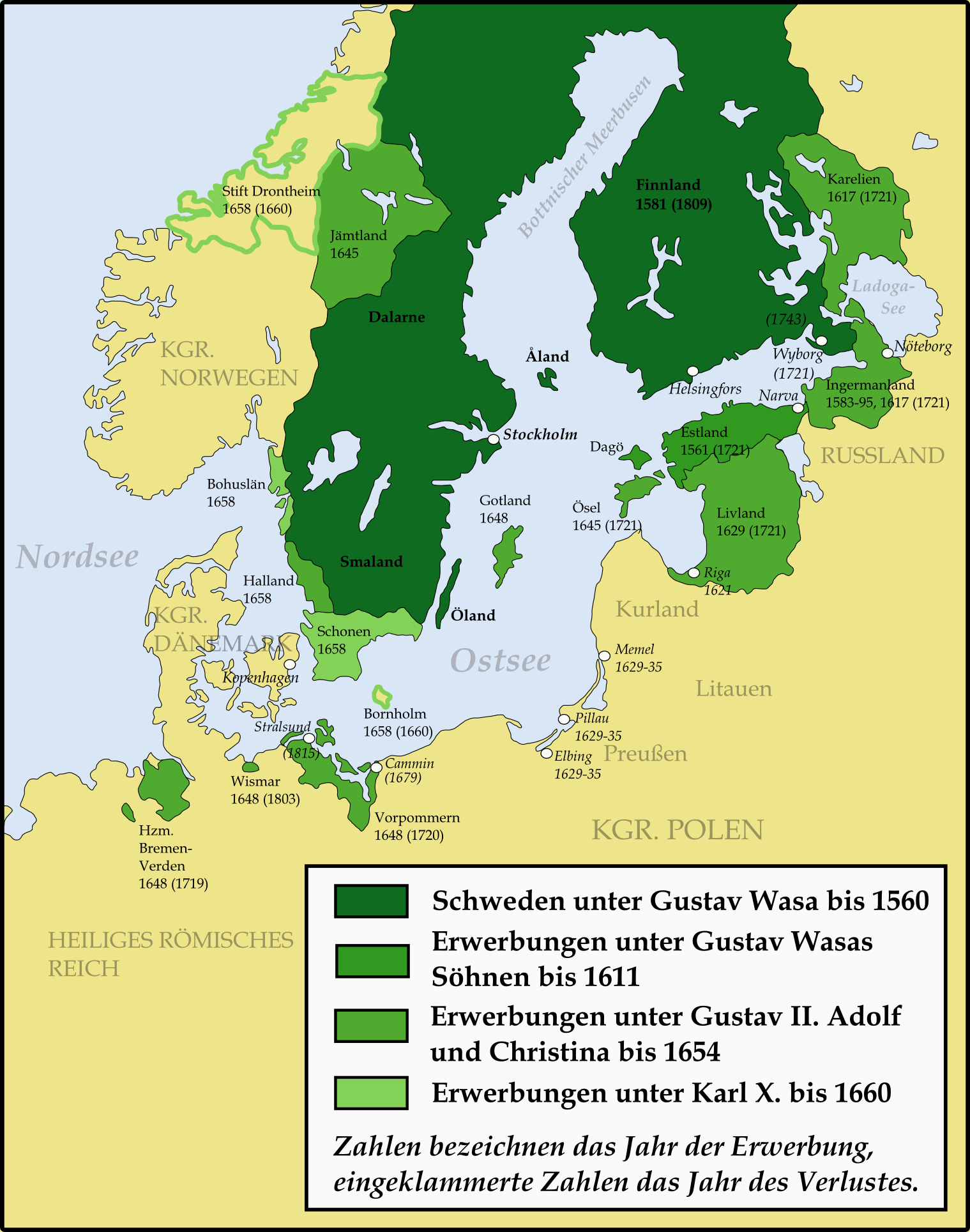
Entwicklung des schwedischen Imperiums im frühmodernen Europa (1560–1815)

In Mitteleuropa, Nordeuropa und Osteuropa gab es zu dieser Zeit weit weniger Befestigungsanlagen als in Westeuropa. Beispielsweise verfügte Frankreich durch die Bauwerke von Vauban über ein System vorgelagerter Festungen, das einen Bewegungskrieg und umfassende Operationen erschwerte. Im Gegensatz dazu fiel es den Beteiligten des Großen Nordischen Krieges leichter, große Vorstöße durchzuführen, wie dies bei der Invasion Karls XII. in Polen im Jahre 1701, in Sachsen im Jahre 1706 und der Ukraine im Jahre 1708 der Fall war. Aber auch im nordöstlichen Europa gab es einzelne Festungen, die für die Kontrolle einzelner Regionen von Bedeutung sein konnten.
Festungen waren für Schweden das wichtigste militärische Bollwerk gegen äußere Feinde. Die ganze zweite Hälfte des 17. Jahrhunderts über wurden die Befestigungen im eigentlichen Schweden, aber auch in den Ostseeprovinzen, erneuert und ausgebaut. Hintergrund war der bedrohlicher werdende Moskauer Staat, der eine Revision des Frieden von Stolbowo von 1617 anstrebte. Aber auch Fachleute wie Erik Dahlberg, Chef des Fortifikationsstaates, trieben den Festungsbau in Schweden stetig voran. Bis 1700 gelang es aber nicht, den Ausbau der Festungen gänzlich abzuschließen.
Die Erfahrungen des Livländischen Krieges aus dem 16. Jahrhundert, der als Burgenkrieg in die Geschichte einging, wirkte sich auch noch auf das Denken und Handeln der militärischen Führer im Großen Nordischen Krieg aus. Belagerungen bildeten daher im Großen Nordischen Krieg eine relativ häufige Erscheinung der Kriegsführung. Festungen dienten als Zuflucht vor feindlichen Truppen und als Symbole der Verteidigungsfähigkeit des Reiches. Aus diesem Grund waren die Eroberungen von Wiborg, Reval, Mitau und Riga im Jahr 1710 durch Russland, oder von Stettin 1713, Stralsund 1715 und Wismar 1716 durch Dänemark und Preußen wichtige Etappen beim Zusammenbruch des schwedischen Reiches.
In den schwedischen Ostseeprovinzen schützten rund 20 garnisonierte Festungen vor feindlichen Übergriffen. Sie besaßen unterschiedliche Funktionen und lassen sich nach dem Kriterium ihres Zusammenspiels mit der lokalen Zivilbevölkerung in drei Gruppen einteilen. Riga, Narva, Dorpat, Reval und Pernau erfüllten Doppelfunktionen als große Garnisons- und Handelsstädte. Die Dünamünder Schanze und die Koberschanze dienten als reine Garnisonsfestungen ohne Zivilbevölkerung. Kleinere befestigte Ortschaften wie Neuhausen, Kokenhusen, Marienburg, Weißenstein, Jama oder Arensburg beherbergten kleine Militärkolonien. Die höchste Befestigungsdichte lag in Schwedisch-Livland und in Schwedisch-Estland vor. Die ursprüngliche Anzahl der livländischen Burgen betrug 150. 50 von diesen Burgen wurden noch im 17. Jahrhundert mit Erdbastionen umgeben. Im Russischen Zarentum gab es auf ukrainischem Gebiet abweichend von der zeitgenössischen Bauweise noch Holzfestungen.
Die strategisch wichtigste und stärkste aller Festungen in den Ostseeprovinzen war Riga. Hier bildeten die 3000 bis 4000 Mann starke Garnison im Zusammenspiel mit den Dünafestungen Koberschanze und Neumünde/Dünamünde das schwedische Verteidigungszentrum der Ostseeprovinzen. Ein Zentrum zweiter Ordnung bildeten die Festungen Narva und Iwangorod an der Mündung der Narva.
Der Krieg bedeutete das Ende fast aller livländischen Befestigungen. Ein Teil von ihnen wurde während der oder nach Belagerungen gesprengt. Andere wurden nach dem Krieg durch die veränderten Grenzen und dem Wegfall der Schutzfunktion aufgegeben. Die Ruinen wurden in Lettland auch als Steinbruch für den Häuserbau genutzt.

## Kartografische Übersicht
Die Belagerungen konzentrierten sich entlang der Küstengebiete der Ostsee. Lediglich einzelne Belagerungen fanden weiter entfernt von der Ostsee statt. Diese Belagerungen fanden in Belarus, dem südlichen Polen und der Ukraine statt. Die meisten Festungen, die belagert wurden, befanden sich auf dem Territorium des Schwedischen Reichs. Davon waren Schwedisch-Livland, Schwedisch-Ingermanland und Schwedisch-Pommern die Provinzen mit den meisten Belagerungen gewesen.
| Liste der im Großen Nordischen Krieg belagerten Festungen (Europa) |
| Lage der belagerten Festungen im Großen Nordischen Krieg           |

## Liste der belagerten Festungen
| Bild | Festung | Staat                                                             | Belagerungsjahr        | Ereignisse                                                                        |
| ---- | --- | ----------------------------------------------------------------- | ---------------------- | --------------------------------------------------------------------------------- |
|      | Festung Akershus | Dänemark                                                          | 1716                   | Norwegenfeldzug (1716)                                                            |
|      | Schloss Bauska | Schweden                                                          | 1705                   | Einnahme und Zerstörung des Bausker Schlosses durch russische Truppen             |
|      | Schloss Birsen, Biržai                                                                                                | bis 1704: Polen-Litauen, 1704: Schweden                           | 1704                   | Einnahme und Zerstörung des Schlosses durch schwedische Truppen                   |
|      | Festung Carlsten | Schweden                                                          | 1717, 1719             | Eroberung von Marstrand                                                           |
|      | Dünamünder Schanze | Schweden                                                          | 1700                   | Einnahme der Schanze durch die Sächsische Armee bei der Belagerung von Riga       |
|      | Stadtbefestigung Elbing                                                                                               | bis 1703: Polen-Litauen 1703–1709 Schweden ab 1710: Polen-Litauen | 1709                   | Erstürmung von Elbing                                                             |
|      | Festung Fredriksten                                                                                                   | Dänemark                                                          | 1718                   | Belagerung von Frederikshald                                                      |
|      | Altes Schloss zu Grodno, Grodno                                                                                       | Polen-Litauen                                                     | 1706                   | Blockade von Grodno                                                               |
|      | Festung Hadjatsch, Hadjatsch                                                                                          | Russland                                                          | 1708                   | vom schwedischen Heer im Russlandfeldzug Karls XII. eingenommen                   |
|      | Schloss Jamy, Kingissepp                                                                                              | bis 1703 Schweden, ab 1703: Russland                              | 1703                   | kurzzeitig 1700 und dauerhaft 1703 von Russen erobert                             |
|      | Kajaneborg, Kajaani                                                                                                   | bis 1716 Schweden, 1716–1721 Russland                             | 1716                   | von Russen erobert                                                                |
|      | Festung Kexholm | Schweden                                                          | 1710                   | Belagerung von Kexholm                                                            |
|      | Koberschanze, Vorwerk der Stadtbefestigung Rigas                                                                      | Schweden                                                          | 1700                   | Belagerung von Riga (1700)                                                        |
|      | Burg Kokenhusen, Koknese                                                                                              | Schweden                                                          | 1700                   | Einnahme des Schlosses durch sächsische Truppen bei deren Feldzug in Livland 1700 |
|      | Koporje | bis 1703: Schweden ab 1703: Russland                              | 1703, 1708             | Belagerung von Koporje 1703, Gefecht bei Koporje 1708                             |
|      | Stadtbefestigung Krakau, Wawel                                                                                        | Polen-Litauen                                                     | 1701, 1704, 1705, 1707 | Eroberungen Krakaus durch Schweden                                                |
|      | Festung Kristiansten                                                                                                  | Dänemark                                                          | 1718–1719              | Belagerung von Trondheim                                                          |
|      | Kronschlot, Peter-und-Paul-Festung beide Festungsanlagen liegen auf bzw. vor der Insel Kotlin im Finnischen Meerbusen | Russland                                                          | 1704–1705              | Angriffe auf Sankt Petersburg                                                     |
|      | Festung Lachowicze | Polen-Litauen                                                     | 1706                   | Belagerung von Ljachawitschy                                                      |
|      | Stadtbefestigung Lemberg                                                                                              | Polen-Litauen                                                     | 1704                   | Erstürmung von Lemberg                                                            |
|      | Festung Mitau | Polen-Litauen                                                     | 1705                   | Belagerung von Mitau                                                              |
|      | Festung Marienburg, Alūksne                                                                                           | Schweden                                                          | 1702                   | Einnahme und Zerstörung durch Russland                                            |
|      | Stadtbefestigung von Narwa, Festung Iwangorod, Hermannsfeste                                                          | bis 1704: Schweden ab 1704: Russland                              | 1700, 1704             | Belagerung von Narva (1704)                                                       |
|      | Schloss Njaswisch | Polen-Litauen                                                     | 1706                   | Gefecht in Njaswisch                                                              |
|      | Nya Elfsborg | Schweden                                                          | 1717, 1719             | Angriff auf Göteborg                                                              |
|      | Festung Nyenschanz | Schweden                                                          | 1702                   | Belagerung von Nyenschanz                                                         |
|      | Burg Nyslott | Schweden                                                          | 1714                   | Belagerung von Nyslott                                                            |
|      | Peenemünder Schanze                                                                                                   | Schweden                                                          | 1715                   | Erstürmung der Peenemünder Schanze                                                |
|      | Festung Pernau | Schweden                                                          | 1710                   | Belagerung von Pernau                                                             |
|      | Festung Petschory, Petschory                                                                                          | Russland                                                          | 1701, 1703             | Schwedische Angriffe auf Petschory                                                |
|      | Festung Poltawa | Russland                                                          | 1709                   | Belagerung von Poltawa                                                            |
|      | Festung Posen | Polen-Litauen                                                     | 1704                   | Belagerung von Posen (1704)                                                       |
|      | Stadtbefestigung Reval, Castrum Danorum                                                                               | bis 1710: Schweden ab 1710: Russland                              | 1710                   | Belagerung von Reval                                                              |
|      | Festung Riga | bis 1710: Schweden ab 1710: Russland                              | 1700, 1709–1710        | Belagerung von Riga (1700), Belagerung von Riga (1709)                            |
|      | Festung Schlüsselburg                                                                                                 | bis 1702: Schweden ab 1702: Russland                              | 1702                   | Belagerung von Nöteborg                                                           |
|      | Festung Stade | Schweden                                                          | 1712                   | Belagerung von Stade (1712)                                                       |
|      | Festung Stettin | bis 1713 Schweden ab 1713 Preußen                                 | 1712, 1713             | Belagerung von Stettin (1713)                                                     |
|      | Festung Stralsund | Schweden                                                          | 1711, 1712, 1715       | Belagerung von Stralsund (1711), Belagerung von Stralsund (1715)                  |
|      | Festung Swinemünde | bis 1713, 1715 Schweden, 1713–1715, ab 1715 Preußen               | 1715                   | Pommernfeldzug 1715/1716                                                          |
|      | Festung Tartu | Schweden                                                          | 1704                   | Belagerung von Tartu (1704)                                                       |
|      | Festung Thorn | Polen-Litauen                                                     | 1703                   | Belagerung von Thorn                                                              |
|      | Festung Tönning | Schweden                                                          | 1700, 1713             | Belagerung von Tönning (1700), Belagerung von Tönning (1713)                      |
|      | Festung Vaxholm | Schweden                                                          | 1719                   | Russische Verwüstungen in Schweden 1719 bis 1721                                  |
|      | Festung Weprik | Russland                                                          | 1709                   | Belagerung und Erstürmung von Weprik                                              |
|      | Festung Wismar | Schweden                                                          | 1711–1712, 1715–1716   | Belagerung von Wismar (1711), Belagerung von Wismar (1715)                        |
|      | Festung Wyborg, Burg Wiborg                                                                                           | Schweden                                                          | 1706, 1710             | Belagerung von Wyborg (1706), Belagerung von Wyborg                               |